# Apache OpenOffice Impress
Apache OpenOffice Impress is een onderdeel van het pakket Apache OpenOffice dat ook Writer, Calc, Base en Draw bevat. Het programma draait op een groot aantal besturingssystemen waaronder Windows, Solaris, Linux en macOS.
Impress is een presentatieprogramma dat sterk lijkt op PowerPoint 2003 en ongeveer dezelfde functies bezit. Presentaties kunnen opgeslagen worden in (OpenOffice.org 2):
- Het Macromedia Flash-SWF-bestandsformaat.
- Het Microsoft PowerPoint-.ppt-formaat.
- Het OpenDocument-.odp-formaat. (standaard)
- Het OpenOffice.org 1.0-.sxi-formaat.
- Het StarImpress 5.0-.sdd-formaat.

Ook kunnen met Impress geanimeerde GIF's gemaakt worden. Verder kunnen gebruikers in OpenOffice Impress de Open Clip Art Library installeren, waardoor ze toegang krijgen tot een uitgebreide galerij aan afbeeldingen voor presentaties en tekeningen.